# Бърник
Бърник (на македонска литературна норма: Брник) е село в южната част на Северна Македония, община Новаци.

## География
Селото е разположено в източните склонове на Селечката планина, в областта Мариово.

## История
В XIX век Бърник е село в Прилепска кааза на Османската империя. В „Етнография на вилаетите Адрианопол, Монастир и Салоника“, издадена в Константинопол в 1878 година и отразяваща статистиката на населението от 1873 година, Бърник (Bernik) е посочено като село с 20 домакинства с 87 жители българи.
Църквата „Свети Димитър“ е от 1887 година.
Според статистиката на Васил Кънчов („Македония. Етнография и статистика“) от 1900 година Бърникъ има 196 жители, всички българи християни.
На Етнографската карта на Битолския вилает на Картографския институт в София от 1901 година Бръник е чисто българско село в Прилепската каза на Битолския санджак с 25 къщи.
В началото на XX век християнското население на селото е под върховенството на Българската екзархия. По данни на секретаря на екзархията Димитър Мишев („La Macédoine et sa Population Chrétienne“) през 1905 година в Бърник има 296 българи екзархисти и работи българско училище.
Българското екзархийско село пострадва от нападения на гръцки андартски чети. В нощта на 8 срещу 9 юни 1905 година селото е нападнато от андарти и са опожарени няколко къщи и убити 10 души, от които една жена, а трима са ранени сериозно. Сред нападателите са Панайотис Фьотакис, Андонис Зоис, Петър Сугарев, Христос Цолакопулос (Рембелос) и гъркомани от селата Зовик, Старавина и Градешница. Гърците убиват цялото семейство на войводата Трайко Краля. Австро-унгарският и руският битолски консул пристигат в селото и организират анкета, след която става ясно, че именно андартите са виновни за клането, въпреки че първоначално държат турските власти за отговорни. Френският консул също обвинява за клането гръцкия комитет. Това е признато и от гръцкия консул в Битоля, който заявява, че клането е дело на капитан Рембелос и причината му е, че селяните от Бърник са замесени в убийства на патриаришисти. Според гръцките източници в селото става сражение с четата на Трайко Краля, след което андартите са принудени да се изтеглят от турския аскер.

### Преброявания[9]
| Националност     | 1948 | 1953 | 1961 | 1971 | 1981 | 1991 | 1994 | 2002 |
| ---------------- | ---- | ---- | ---- | ---- | ---- | ---- | ---- | ---- |
| Общо             | 365  | 228  | 215  | 125  | 30   | 9    | 8    | 2    |
| северномакедонци |      | 226  | 215  | 121  | 30   | 9    | 8    | 2    |
| албанци          |      | 0    | 0    | 0    | 0    | 0    | 0    | 0    |
| турци            |      | 0    | 0    | 0    | 0    | 0    | 0    | 0    |
| роми             |      | 0    | 0    | 0    | 0    | 0    | 0    | 0    |
| власи            |      | 0    | 0    | 0    | 0    | 0    | 0    | 0    |
| сърби            |      | 2    | 0    | 0    | 0    | 0    | 0    | 0    |
| бошняци          |      | 0    | 0    | 0    | 0    | 0    | 0    | 0    |
| други            |      | 0    | 0    | 1    | 0    | 0    | 0    | 0    |

Според преброяването от 2002 година в селото има 2 души.
| Националност     | Всичко |
| северномакедонци | 2      |
| албанци          | 0      |
| турци            | 0      |
| роми             | 0      |
| власи            | 0      |
| сърби            | 0      |
| бошняци          | 0      |
| други            | 0      |

## Личности
Родени в Бърник
- Георги Мияковски (1876 – ?), български хайдутин
- Коле Никола, българин, православен, арестуван преди април 1904 година, обвинен, че е „помощник и водач на българската бунтовническа организация“, затворен с решение на Прилепския следствен отдел, лежал в Прилепския затвор, амнистиран с общата амнистия от 12 април 1904 година[10]
- Митре Боше, българин, православен, арестуван преди април 1904 година,[10] обвинен, че е „помощник и водач на българската бунтовническа организация“, затворен с решение на Прилепския следствен отдел, лежал в Прилепския затвор, амнистиран с общата амнистия от 12 април 1904 година[11]
- Петко Атанасов Минев, кметски наместник в периода от 1941 до 1944 година[12]
- Петко Стоян, българин, православен, арестуван преди април 1904 година, обвинен, че е „помощник и водач на българската бунтовническа организация“, затворен с решение на Прилепския следствен отдел, лежал в Прилепския затвор, амнистиран с общата амнистия от 12 април 1904 година[10]
- Тодорче Стоян Никола, българин, православен, арестуван преди април 1904 година, обвинен, че е „помощник и водач на българската бунтовническа организация“, затворен с решение на Прилепския следствен отдел, лежал в Прилепския затвор, амнистиран с общата амнистия от 12 април 1904 година[10]
- Трайко Бърниклия (? - 1905), убит от турци край Мартово[13]
- Трайко Краля Бърничанчето (1874/5 – 1911), български революционер
- Христе Атанасов Вълчев, български революционер от ВМОРО[14]
- Христо Романов (? - 1906), български революционер от ВМОРО, четник на Велко Велков - Скочивирчето